# 波号第二百三十一潜水艦
波号第二百三十一潜水艦（はごうだいにひゃくさんじゅういちせんすいかん）は、日本海軍の未成潜水艦。波二百一型潜水艦の1隻。戦後解体された。

## 艦歴
マル戦計画の潜水艦小、第4911号艦型の31番艦、仮称艦名第4941号艦として計画。1945年7月12日、佐世保海軍工廠で起工。
8月5日、波号第二百三十一潜水艦と命名。終戦時未成。17日、工事中止が発令され工程50%で工事中止。のち佐世保船舶工業で解体された。